# GJB4
GJB4‏ (Gap junction protein beta 4) هوَ بروتين يُشَفر بواسطة جين GJB4 في الإنسان.